# Bālā Maḩalleh-ye Khereshk
Bālā Maḩalleh-ye Khereshk (persiska: بالا محلّه خرشک, Kharashk-e Pā’īn) är en ort i Iran.   Den ligger i provinsen Gilan, i den nordvästra delen av landet, 210 km nordväst om huvudstaden Teheran. Bālā Maḩalleh-ye Khereshk ligger 183 meter över havet och antalet invånare är 124.
Terrängen runt Bālā Maḩalleh-ye Khereshk är kuperad åt sydost, men åt nordväst är den bergig. Bālā Maḩalleh-ye Khereshk ligger nere i en dal.Runt Bālā Maḩalleh-ye Khereshk är det ganska glesbefolkat, med 45 invånare per kvadratkilometer. Närmaste större samhälle är Rostamābād, 4,6 km väster om Bālā Maḩalleh-ye Khereshk. Trakten runt Bālā Maḩalleh-ye Khereshk består till största delen av jordbruksmark.